# 蔡家岗街道 (重庆市)
蔡家岗街道，是中华人民共和国重庆市北碚区下辖的一个乡镇级行政单位。

## 行政区划
蔡家岗街道下辖以下地区：
灯塔街社区、蔡家街社区、三溪口社区、汪家堡社区、石井村、陵江村、群力村、三溪村、灯塔村、天印村、双碑村和太平村。